# Turbina helicoidal Górlov

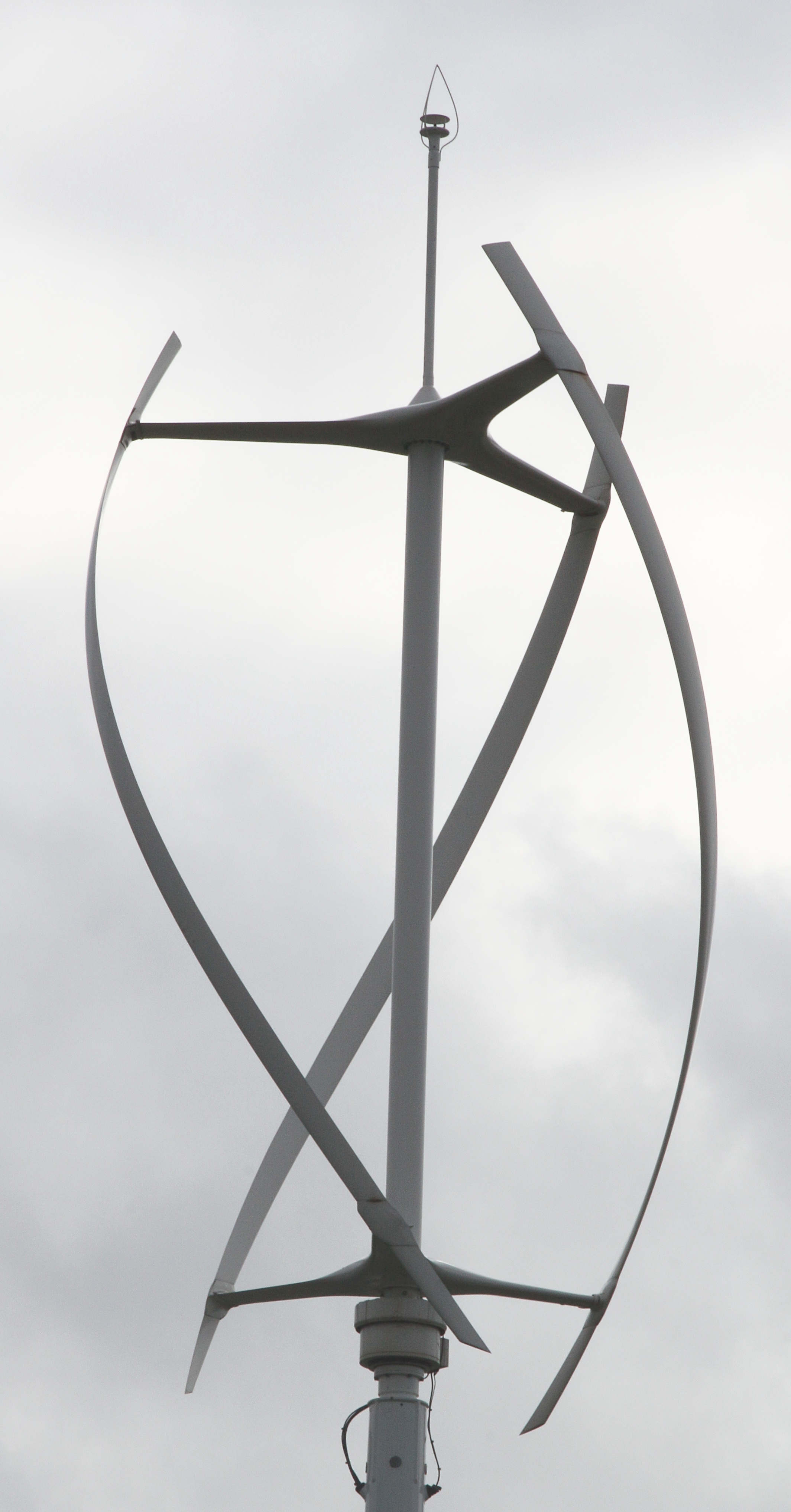
quietrevolution QR5 turbina de vent

La turbina helicoidal Gorlov (GHT de les inicials en anglès, Gorlov Helical Turbine) és una turbina d'aigua, evolució del disseny original de turbina Darrieus tot modificant-la per obtenir unes pales helicoidals. Va ser patentat amb una sèrie de patents del 19 de setembre de 1995 al 3 de juliol de 2001 i va guanyar un premi ASME Thomas A. Edison al 2001.
La turbina helicoidal de Gorlov va ser ideada per Aleksandr M. Górlov, professor de la Universitat Privada Nord-Oriental de Boston, Massachusetts, EUA.
Els principis físics de la turbina són els mateixos que els del seu prototipus principal, la turbina Darrieus, i als de la família de turbines de vent amb eixos verticals similars que inclou també la turbina de vent Turby, turbina aerotecture, turbina de vent Quietrevolution, etc. GHT, Turby i Quietrevolution van solucionar els problemes del parell de forces pulsants o irregulars a l'utilitzar fulles amb evolució de gir helicoidal.

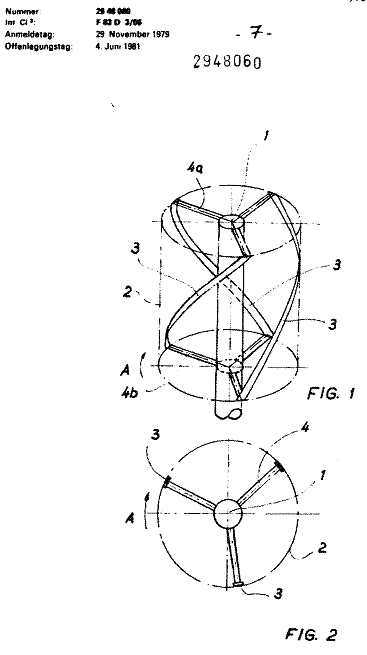
Esquema de la patent de Stampa

La turbina Helicoidal (Patent Alemanya DE2948060A1, 1979) Va ser ideada per l'enginyer, autor i inventor Ulrich Stampa (Bremen, Alemanya).

## Rendiment fluid
El terme "foil" (Làmina o perfil), es fa servir per a descriure la forma de la secció o perfil de la pala en un punt determinat, sense distingir el tipus de fluid (podent fer referència tant a "airfoil" perfil aerodinàmic o "hydrofoil" Perfil hidrodinàmic). Amb el disseny helicoidal, les fulles roten al voltant de l'eix, tot envoltant-lo, permetent així una distribució de carregues i esforços molt estable amb qualsevol angle d'atac del fluid impulsor (no cal orientar l'eix per a guanyar rendiment, i sempre hi ha un punt en contacte màxim). D'aquesta manera, la suma de moments de forces a cada fulla no canvia abruptament en funció de l'angle de rotació. La turbina genera una corba de parell suau i estable, per tant hi ha molta menys vibració i soroll que en el disseny de Darrieus. També minimitza les puntes d'estrès a l'estructura i materials tot facilitant l'inici de gir de la turbina. En entorns de prova, s'ha observat una eficiència de fins al 35% de captura d'energia avalada per diversos grups de treball." Entre els sistemes de turbines verticals, la Hydro turbina Davis, la turbina EnCurrent, i la turbina Helicoidal Gorlov han superat les proves a escala a laboratori i mar. En general, aquestes tecnologies representen l'estàndard actual de per aprofitar les marees."

## Orientació de l'eix de turbina
La diferència principal entre la turbina helicoidal Gorlov i les turbines convencionals és l'orientació de l'eix amb relació a flux de impulsor. La GHT és una turbina d'eix vertical que vol dir que l'eix gira perpendicular a flux impulsor, mentre que les turbines tradicionals són turbines d'eix horitzontal que significa que l'eix és col·locat en paral·lel al flux impulsor. Els Fluxos fluids, com vent, canvien naturalment de direcció, tanmateix encara mantindran el flux paral·lel respecte el terra. llavors a les turbines verticals, el flux es manté perpendicular a l'eix, independentment de la direcció del flux impulsor, i així les turbines sempre roten en la mateixa direcció. Aquest és un dels avantatges principals de les turbines d'eix vertical.
Si la direcció del flux d'aigua és fixe, llavors l'eix de la turbina Gorlov podria ser vertical o horitzontal, el requisit únic és ortogonalitat al flux.

## Perfil Dinàmic
La turbina Garlov treballa sota el concepte aerodinàmic de sustentació (veure perfil fluids). Les seccions del perfil de les GHT són simètriques, tant de dalt a baix, com també des de la l'angle d'atac fins a l'angle de sortida. Les GHT poden girar bé en qualsevol direcció. les turbines de Gorlov treballen sota el mateix principi de la turbina Darrieus; això és, confia al moviment de les lamines per tal de canviar la direcció aparent de flux sobre les lamines, i així canviar (l'aparent) "angle d'atac" de la turbina.

## Assumptes mediambientals
La turbina Gorlov es una bona proposta per instal·lacions petites i mitjanes generació hidràulica en aigües superficials, allà a on construir una presa no es desitjable.
La turbina Gorlov es un exemple de tecnologia per a la generació sense preses ni dics.
Aquesta tecnologia ofereix una relació cost benefici de construcció i mediambientals molt interessant sobre els sistemes petits i mitjans basats en preses.
Alguns dels avantatges de la generació sense preses son l'eliminació del risc potencial de trencament de la presa, el qual millora molt la seguretat pública i la no interrupció de la circulació de llots ni essers vius. També elimina els alts costs inicials de l'enginyeria de preses, la seva construcció i manteniment, així com redueix les complicacions mediambientals i ecològiques, i simplificaria les normatives i regulacions de la llei creades per mitigar els problemes amb les preses.
En general, el major problema ecològic de les instal·lacions de generació elèctrica, és el seu risc per a vida aquàtica. Es fàcil de veure que les pales de la turbina Gorlov giren prou a poc a poc (segueixen la velocitat de l'aigua) com per a no fer mal als peixos, que poden veure les pales, nedar, escapolir-se i passar pels seus voltants de manera segura.
A les proves preliminars, al 2001, es va comprovar que els peixos nedant entre les pales, no patien cap dany, i que la distancia entre làmines, els deixava molt espai de pas, a mes la turbina treballa a la part superficial, deixant la resta d'aigua lliure al pas d'animals aquàtics.

## Com funciona
En aquest exemple la direcció del flux impulsor és cap a l'esquerra.
Mentre la turbina rota, en aquest cas en el sentit de les agulles del rellotge, el moviment de les pales impulsades pel fluid, converteix velocitat aparent i angle d'atac (velocitat i direcció) del fluid respecte el marc de referència de la pala. L'efecte combinat d'aquests dos components del flux (per tant, la suma de vectors), cedeix la velocitat "de flux Aparent" com es mostra a la figura següent.
L'acció d'aquest flux aparent en cada lamina genera dues forces una de sustentació i una altra de fricció anomenada arrossegament, la suma de les quals és mostra a la figura "Malla de vectors força". Cadascun d'aquests vectors de força poden ser descomposts en dos vectors ortogonals: un component radial i un component tangencial, anomenats aquí vector "Força Normal" i "Força Axial" respectivament. Les forces normals són oposades per la rigidesa de l'estructura de turbina i no impliquen cap força rotacional o energia a la turbina. El component de força restant propulsa la turbina en el sentit de les agulles del rellotge, i és d'aquest parell de forces resultant d'on obtenim l'energia.

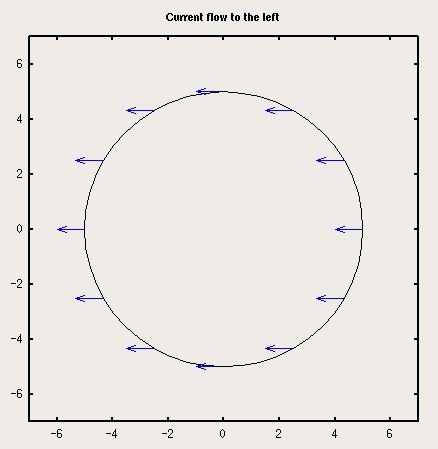
Flux actual a l'esquerra
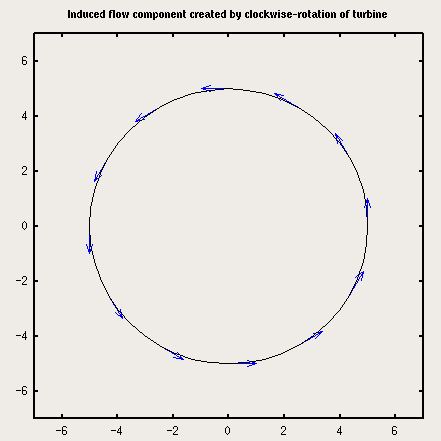
Component de flux induït creat per la rotació de la turbina en sentit horari
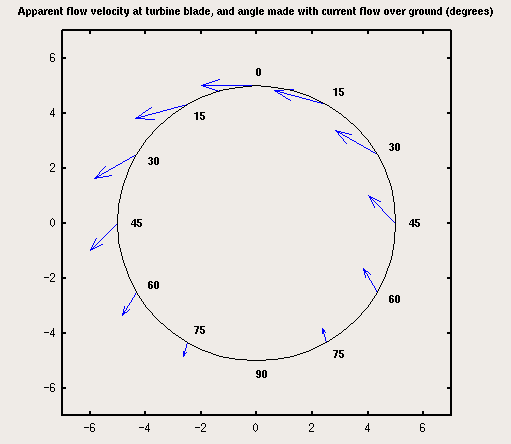
Velocitat de flux aparent de fulla de turbina, i l'angle resultant del flux instantani sobre el terra (en graus)
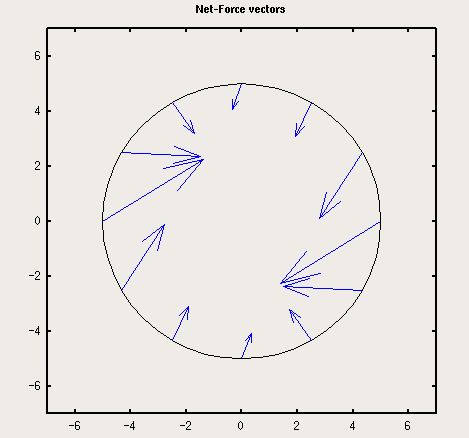
Malla de vectors força
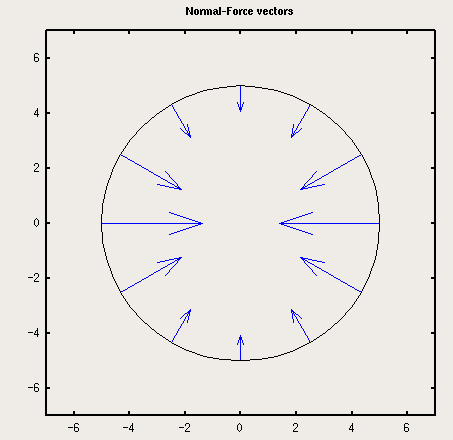
Vectors de força normal
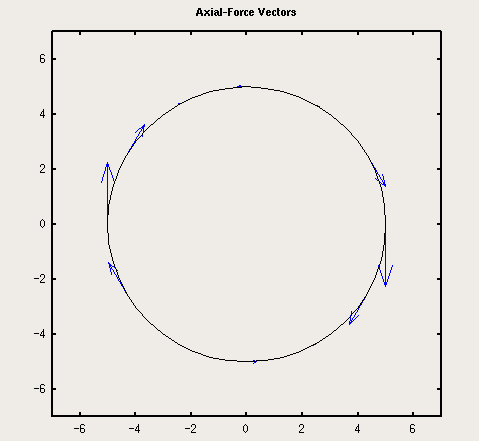
Vectors de força axial

[Amb relació a la figura velocitat aparent del flux..." Lucid energy Technologies, qui manté els drets de la patent de la Turbina Helicoidal Gorlov, en comenta que al diagrama, sense velocitat aparent a l'angle d'azimut de 180 graus, pot portat a confusió, ja que una velocitat aparent de 0, nomes pot passar a un TSR (tip speed ratio) =1 ja que la força induïda igualaria el flux instantani. Una turbina normalment treballa amb TSR Majors a1 i, per tant, no es un cas probable]
(Els esquemes "Vectors de Força Neta" i "Vectors de Força Normal" són parcialment incorrectes. Els segments sotavent haurien de mostrar els vectors a fora dels cercles. Altrament no hi hi hauria cap xarxa de vectors carregant en la turbina lateralment.) M Koester 2015.

## Ús comercial
Les turbines helicoïdals sobre corrents d'aigua generen energia mecànica independent de la direcció del flux d'aigua. Llavors els rodets de pales transmeten la potencia a l'eix comú del generador o alguna altre aplicació mecànica.
Cadena de turbines horitzontals Gorlov. TideGen Per Ocean Renewable Power Company– per aigües superficials.
(US Patents 5,451,137, Set. 1995 i 5,642,984, Jul. 1997)
Estació de generació Tidal amb Turbines Gorlov abans del seu desplegament a l'oceà.
EUA, Cobscook Badia, Maine, setembre, 2012.

Turbines Gorlov a Corea del Sud, 1997–1998. Instal·lació en aigües superficials.